# Екс-ан-Прованс (округ)
Округ Екс-ан-Прованс (фр. Arrondissement d'Aix-en-Provence) — округ у Франції, в департаменті Буш-дю-Рон. 2023 року округ об'єднував 48 муніципалітетів, населення становило 458 920 осіб.
Адміністративний центр (супрефектура) — Екс-ан-Прованс.

## Муніципалітети
Список муніципалітетів округу та їхні коди INSEE:
1. Аллен (13003)
2. Борекей (13012)
3. Бук-Бель-Ер (13015)
4. Вантабран (13114)
5. Вело (13112)
6. Венель (13113)
7. Вернег (13115)
8. Вовенарг (13111)
9. Гарданн (13041)
10. Греаск (13046)
11. Егіль (13032)
12. Ейгіер (13035)
13. Екс-ан-Прованс (13001)
14. Жук (13048)
15. Кабріє (13019)
16. Куду (13118)
17. Ла-Барбан (13009)
18. Ла-Рок-д'Антерон (13084)
19. Ла-Фар-лез-Олів'є (13037)
20. Ламанон (13049)
21. Ламбеск (13050)
22. Лансон-Прованс (13051)
23. Ле-Пенн-Мірабо (13071)
24. Ле-Пюї-Сент-Репарад (13080)
25. Ле-Толоне (13109)
26. Мальмор (13053)
27. Мейрарг (13059)
28. Мейрей (13060)
29. Міме (13062)
30. Орон (13008)
31. Пейньє (13072)
32. Пейроль-ан-Прованс (13074)
33. Пеліссанн (13069)
34. Пюїлуб'є (13079)
35. Ронь (13082)
36. Руссе (13087)
37. Салон-де-Прованс (13103)
38. Сен-Канна (13091)
39. Сен-Марк-Жомгард (13095)
40. Сен-Поль-ле-Дюранс (13099)
41. Сенас (13105)
42. Сент-Антонен-сюр-Беон (13090)
43. Сент-Естев-Жансон (13093)
44. Сім'ян-Коллонг (13107)
45. Трец (13110)
46. Фюво (13040)
47. Шарлеваль (13024)
48. Шатонеф-ле-Руж (13025)